# Salvador Vila Hernández
Salvador Vila Hernández (Salamanca, 2 d'agost de 1904 - Víznar, 22 d'octubre de 1936) va ser un arabista i professor universitari espanyol, afusellat pels franquistes tres mesos després de l'inici de la Guerra Civil.

## Biografia
Fill d'un advocat, era el quart fill i primer home de la família. Després de cursar els estudis primaris i secundaris va obtenir després de superar tres durs exàmens, la Beca de San Bartolomé, que li permetia cobrir totes les despeses de la carrera universitària, inclosos els costos dels títols de batxiller, llicenciat i doctor, els costos de l'estada a la Universitat de Madrid per realitzar el doctorat i ser pensionat per a una estada d'ampliació d'estudis a l'estranger una vegada aconseguit el títol de doctor. Va estudiar simultàniament Filosofia i Lletres i Dret a la Universitat de Salamanca entre 1920 i 1924. Allí va prendre contacte amb l'arabisme i va ser alumne de Miguel de Unamuno, llavors degà de la Facultat de Filosofia i Lletres, al que li uniria des de llavors una gran amistat i de qui sempre se'n consideraria deixeble. Després d'obtenir la llicenciatura en Lletres el 6 de juny de 1924, es va traslladar a Madrid, on va seguir estudis de doctorat a la seva universitat, aprofundint en els estudis semítics, obtenint les màximes qualificacions (1925).
Durant la dictadura de Primo de Rivera, en l'estiu de 1925, Vila va ser detingut per repartir pamflets contra el règim. A la fi d'abril de 1926, després d'haver increpat davant el Ministeri d'Instrucció Pública, juntament amb altres estudiants, a un membre del tribunal que havia concedit la càtedra de Grec d'Unamuno, bandejat a Fuerteventura, a la Universitat de Salamanca, a un clergue de Salamanca, es va decretar la seva deportació a les illes Chafarinas, juntament amb Luis Jiménez de Asúa, Francisco Cossío, director d' El Norte de Castilla, i Arturo Casanueva, a on van arribar el 5 de maig. Allí van estar amb prou feines quinze dies, perquè va ser beneficiari d'una gràcia reial amb motiu de l'onomàstica del rei Alfons XIII.
Després de retornar a la península, va seguir amb els seus estudis de doctorat. Va llegir finalment la seva tesi doctoral el 29 d'abril de 1927, amb una qualificació d'Excel·lent. Després de superar la corresponent oposició, va aconseguir el Premi Extraordinari del Grau de Doctor el 1928.
Durant el curs 1928/29 va ampliar els seus estudis a la Universitat de Berlín. Allí va conèixer a la que després seria la seva dona, Gerda Leimdörfer, filla del redactor-cap del principal periòdic jueu de Berlín, el Berliner Zeitung am Mittag, Emil Leimdörfer, profundament associat en l'àmbit personal com a corresponsal parlamentari i comentarista polític amb el gabinet econòmic del Canceller Alemany des de 1923 Gustav Stresemann, Premi Nobel de la Pau 1926, després ministre alemany d'Afers exteriors mort el 3 d'octubre de 1929. La família Leimdörfer va sofrir la persecució Nazi en els anys trenta, a partir de 1933, vivint en règim de lloguer al Carril de San Cecilio, número 12, als peus del famós Hotel Alhambra Palace.
De tornada a Espanya, va començar la seva carrera docent, com a catedràtic de Literatura Espanyola a Baeza, el mateix que el famós poeta sevillà Antonio Machado. L'octubre de 1930 va obtenir mitjançant un concurs-oposició la plaça de professor auxiliar temporal en la Facultat de Lletres de la Universitat de Madrid, ja que va exercir fins a 1933, any en el qual va obtenir la càtedra de Cultura Àrab i Institucions Musulmanes de la Universitat de Granada.
A la universitat granadina va desenvolupar Salvador Vila la resta de la seva breu carrera acadèmica. El 1934 va passar a ser professor de l'Escola d'Estudis Àrabs de Granada, dependent de la Facultat de Filosofia i Lletres, i creada el 1932 i encarregat de la secció de Dret i Institucions Islàmiques. El desembre de 1935, després de la marxa de l'anterior director, Emilio García Gómez a l'Escola d'Estudis Àrabs de Madrid, Salvador Vila en va ser nomenat director.
El 1936 va ser nomenat representant de la Facultat de Filosofia i Lletres en la Junta de Govern de la Universitat de Granada. El 22 d'abril de 1936 va ser nomenat rector interí. No obstant això, les circumstàncies del seu mandat van ser tempestuoses, ja que, per ordre del Ministeri d'Instrucció Pública, es va anul·lar la convocatòria dels exàmens de juny, com a sanció pels aldarulls estudiantils. Aquest fet va predisposar als alumnes universitaris contra el rector.
En acabar el curs acadèmic, Salvador Vila va anar de vacances amb la seva família a Salamanca. Allí el va sorprendre la revolta militar del 18 de juliol de 1936. El 24 de juliol, va ser destituït en el seu càrrec de rector. Posteriorment va ser detingut, traslladat a Granada i afusellat el 22 d'octubre de 1936 al costat de 28 persones més i llançat a una fossa comuna al barranc de Víznar.
La seva dona va ser detinguda juntament amb el seu marit a Salamanca, portada també a Granada i salvada per la intercessió de Manuel de Falla, després de ser obligada a batejar-se.
Persona de principis democràtics, republicans i d'esquerres, encara que sense adscripció política coneguda, al seu assassinat, com al d'altres personalitats de la zona que va quedar en mans dels rebels, ha d'atribuir-se-li una fi alliçonadora per terroritzar i afeblir la defensa republicana a la resta d'Espanya. "No sé per què el van matar. Suposo que per pensar de forma diferent, perquè no crec que fes mal a ningú", afirma el seu fill, Miguel Vila.
Figura rellevant de la vida intel·lectual espanyola, es va relacionar amb altres intel·lectuals de l'època com el ja citat famós rector de Salamanca Miguel de Unamuno, Wenceslao Roces, Manuel de Falla, o els arabistes Miguel Asín Palacios i Emilio García Gómez.
Mercedes del Amo, en el seu llibre Salvador Vila: El rector fusilado en Víznar, vincula l'assassinat de Vila amb l'empitjorament de les relacions de Miguel de Unamuno, que inicialment havia donat suport a la revolta, amb Franco:
| « | ...les dates parlen per si soles: el 6 d'octubre Unamuno va parlar amb Franco, li va demanar la llibertat de dos amics i va criticar els seus mètodes repressius, Vila va ser detingut el 7 del mateix mes; el dia 12, dia de la Hispanitat, van ocórrer els successos del Paranimf, el dia 22 Unamuno és cessat com a rector per una ordre signada personalment per Franco sortint viu del Paranimf de Salamanca per deferència de l'esposa de Franco, Carmen Polo i en la matinada del dia 23 és afusellat Vila, la vida del qual havia romàs salvaguardada fins ara pel mestre i amic | » |

La dictadura franquista va buscar fins i tot esborrar la seva memòria, retirant el seu retrat de la sala de rectors. Només després de la mort del dictador es va reposar el seu retrat amb la llegenda "va cessar el 23 de juliol de 1936". No va ser substituïda fins a 2005 per: "Va ser afusellat per les seves idees i sense procediment legal el 23 d'octubre de 1936 a Viznar".

## Obres
- Abenmoguit. Formulario notarial, Madrid 1931, publicación del Anuario de Historia del Derecho Español (AHDE).
- Un contrato de matrimonio entre musulmanes del siglo XVI, en AHDE, X (1933).
- El nombramiento de los walíes de al-Andalus, en Al-Andalus IV (1936-39)
- Traducció de l'alemany i edició anotada de l'obra d'Adam Mez publicada amb el títol El Renacimiento del Islam, Escuelas de Estudios Árabes de Madrid y Granada (1936).